# Oberndorf (Geismar)
Koordinaten: 51° 8′ 19″ N, 9° 13′ 51″ O
Oberndorf ist eine Wüstung im Nordwesten der Gemarkung von Geismar, einem Stadtteil von Fritzlar im nordhessischen Schwalm-Eder-Kreis.

## Geographische Lage
Sie befindet sich auf etwa 202 m Höhe südlich der Landesstraße L 2314 von Geismar nach Züschen am Südrand des Tals der Elbe, die hier von Norden kommend nach Osten umbiegt. 

## Geschichte
Die kleine Siedlung wurde im Jahre 1209 erstmals urkundlich erwähnt, als das Fritzlarer St. Petri Stift 12 Scheffel an Zehnteinkünften und sechs Schilling Einkommen von einer Manse in Oberndorf bezog, war aber wohl bereits lange zuvor bewohnt: im Bereich der Wüstung wurde Keramik aus der Karolingerzeit gefunden. Heute erinnert nur noch der Flurname “im Oberndorf” an die aufgegebene Siedlung.
Verschiedene geistliche Institutionen und Adelsgeschlechter in der weiteren Umgebung hatten Grundbesitz und/oder Zehnteinkünfte im Ort, angefangen mit dem St.-Petri-Stift, das bereits 1209 und noch um 1450 seinen Zehnt in Oberndorf eintrieb und das 1273, 1310 und 1334 als Besitzer von Gütern im Ort beurkundet ist. Die Herren von Wolfershausen und die mit ihnen verschwägerten von Elben, die 1260 als Rechtsinhaber eines Zehnten in Oberndorf bekundet sind, verzichteten 1273 auf ihre Ansprüche an Gütern zu Oberndorf zugunsten des St. Petri-Stifts. Das Kloster Breitenau wird 1279 und 1280 als Besitzer und 1297 als Verkäufer mehrerer Huben in Oberndorf erwähnt, und die Herren von Venne hatten bis 1280 Pfandbesitz und noch 1315 Eigenbesitz im Ort. Der offensichtlich vermögende Fritzlarer Priester Gumpert de Fovea kaufte 1315 und 1316 Landbesitz in Oberndorf, ebenso 1317 das Kloster Haina, und 1334 verkauften die von Elben dem St. Petri-Stift ihre Güter zu Oberndorf.
Wann der Ort aufgegeben wurde, ist nicht bekannt, es dürfte aber im frühen 14. Jahrhundert gewesen sein.